# Белкельме
Закрытое акционерное общество совместное предприятие «Белкельме» — белорусско-испанское предприятие по производству обуви, работавшее в Белоозёрске Брестской области Белоруссии с 1993 по 2017 год. Производительная мощность компании составляла 366 тыс. пар обуви в год.

## История
В 2015 году пакет акций компании был куплен холдингом «Марко». В 2017 году компания была ликвидирована, производственные мощности переданы компании «Вердимар».